# St-Pierre (Pérignac)

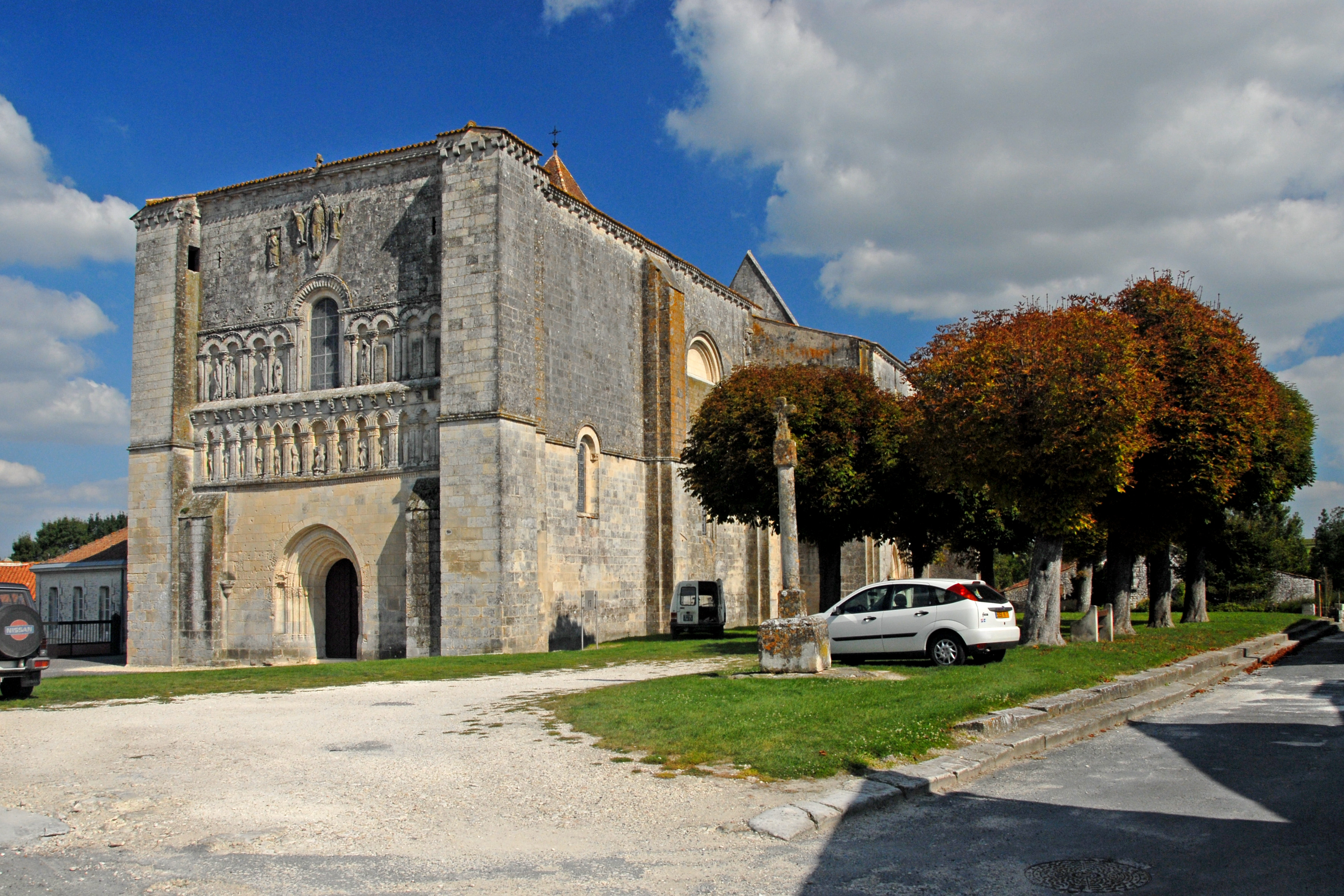
Kirche von Südwesten

Die Pfarrkirche Saint-Pierre steht in der französischen Gemeinde Pérignac im Département Charente-Maritime in der Region Nouvelle-Aquitaine, acht Kilometer nordöstlich von Pons und 14 Kilometer südwestlich von Cognac. Von besonderer Bedeutung ist die figürliche Plastik ihrer Fassade. Die Kirche ist seit dem Jahr 1907 als Monument historique anerkannt.

## Geschichte

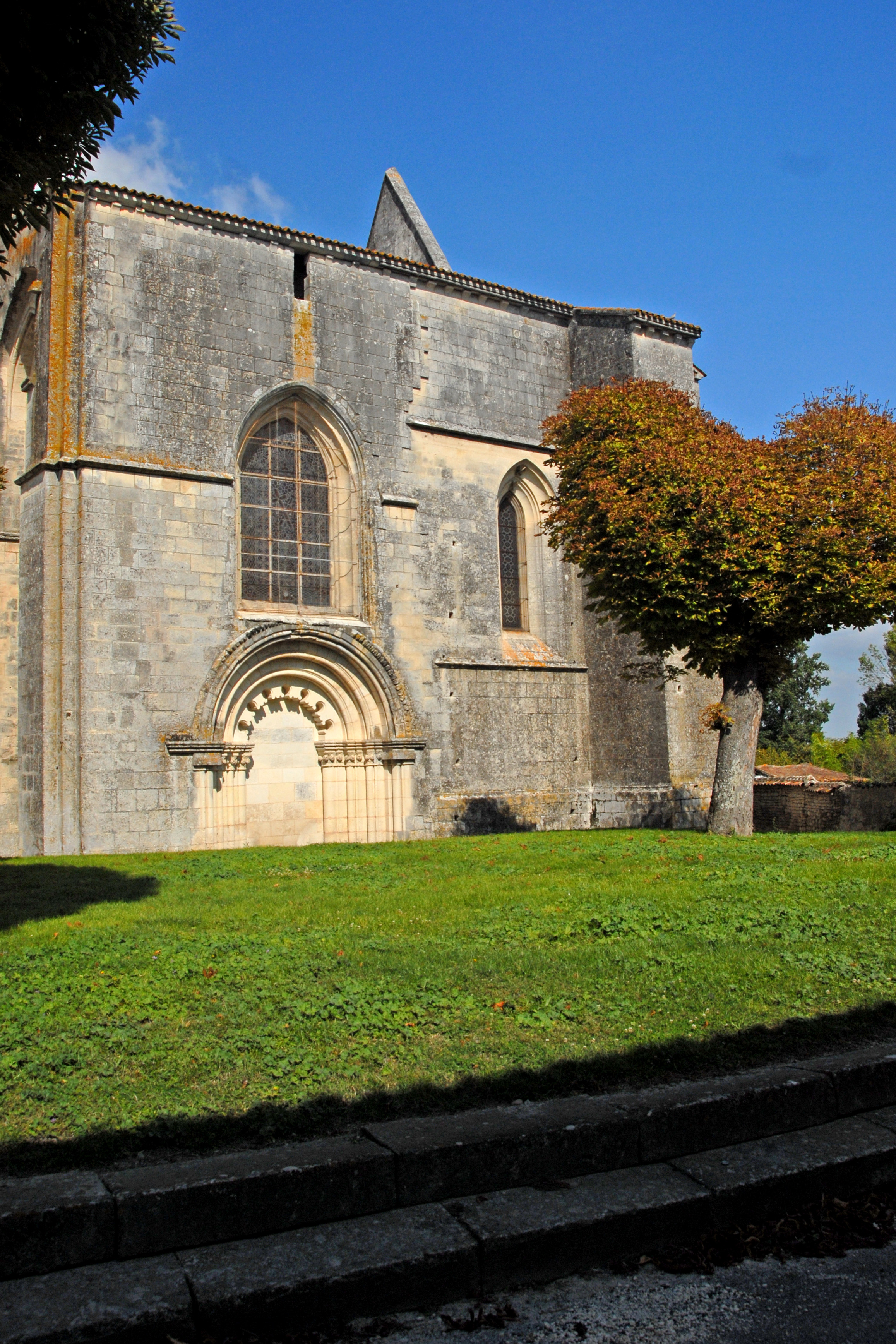
Südseite

Der Name Pérignac kommt von einer römischen oder gallo-römischen Villa eines Pétrinius oder Parinus.
Pérignac befindet sich an einem prähistorischen Weg, der von Osten kommend in der Nähe des Dolmen Saint-Fort vorbeiführte. Die Römerstraße, die Saintes mit Périgueux verband, liegt im Grenzbereich zur Nachbargemeinde Salignac.
Archäologische Ausgrabungen infolge der Flurbereinigung konnten etliche Spuren der frühen Vergangenheit freilegen, wie solche aus der Jungsteinzeit, der Bronze- und frühen Eisenzeit, sowie gallo-römische Spuren.
Im Jahr 1876 wurde Salignac von der Gemeinde Pérignac getrennt.
Die imposante Wehrkirche wurde im zwölften Jahrhundert an der Stelle einer kleinen Kapelle Saint-Pierre errichtet, die vom Grafen des Poitou, Wilhelm Fier, 989 dem Bistum Saint-Jean-d’Angély übergeben wurde.
Die Fassade im romanischen Stil wurde mehrmals umgebaut, und das heutige Portal ist kleiner als ursprünglich. Im 13. Jahrhundert wurde sie mit hohem Aufwand mit zwei zusätzlichen Mauervorlagen verstärkt. In der gleichen Zeit wurde der dreieckige Giebel beseitigt und der Glockenturm verändert.

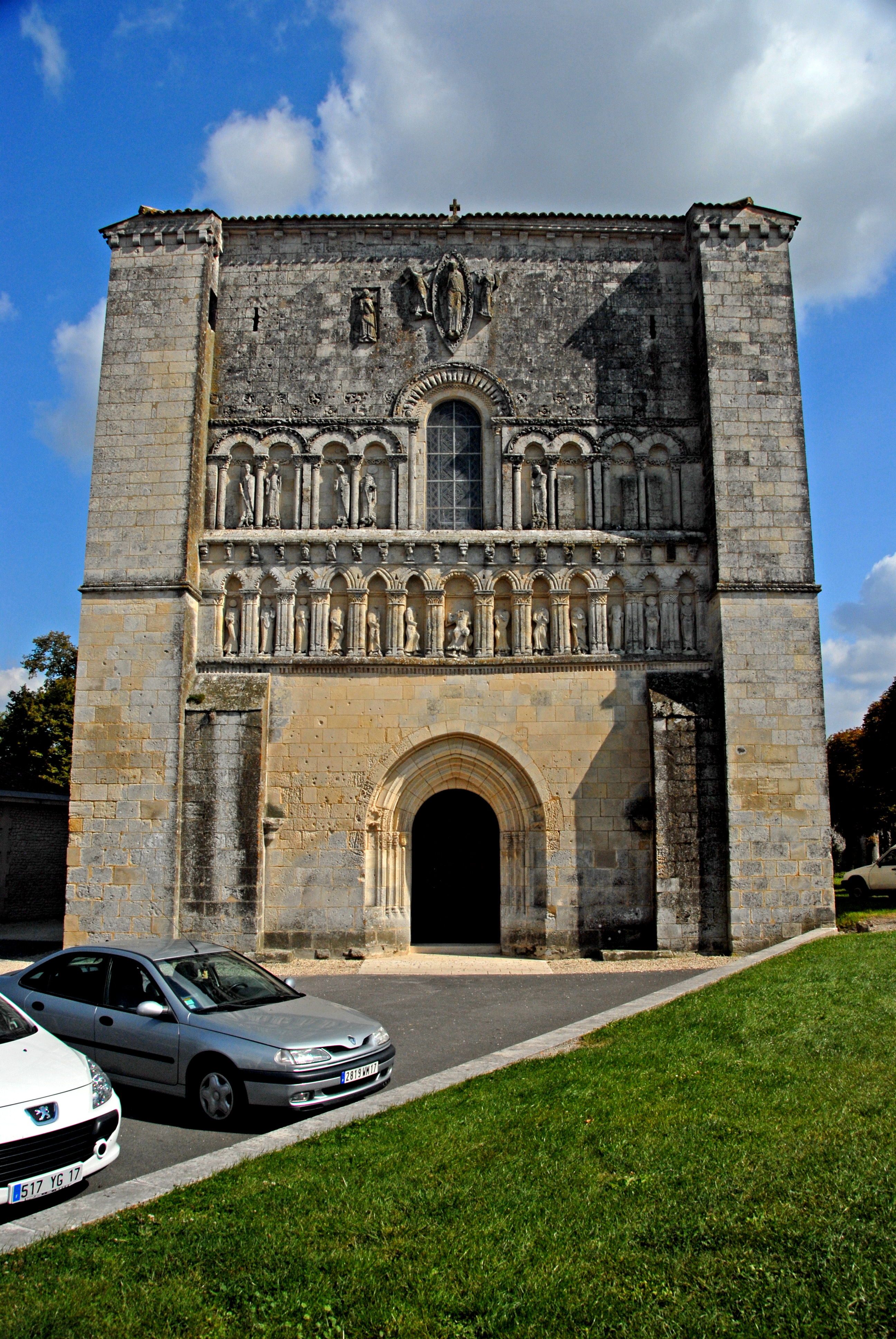
Fassade

## Fassade
Die Fassade von Saint-Pierre-de-Pérignac ist im Vergleich zu anderen Kirchen in der Saintonge nicht gerade üppig ausgestattet. Von besonderer Bedeutung ist allerdings die Ikonografie der figürlichen Gestaltung.
Die fast quadratische Westfassade ist an beiden Seitenkanten mit ungewöhnlich tiefen rechtwinkligen Wandvorlagen abgeschlossen, die in gleicher Breite um die seitlichen Wände herumgeführt sind. Übereck betrachtet ergeben sich daraus wuchtige Eckpfeiler. Ihr einziger Schmuck bildet ein schmales Gesimsband etwas unter der halben Fassadenhöhe, das ebenfalls um die Seitenwände der Kirche herum und dort weitergeführt ist. Den oberen waagerechten Abschluss der Fassade bildet ein kräftiges Traufgesims aus nicht skulptierten Kragsteinen, das um die ganze Kirche herumführt. Darauf liegen die Traufziegel der flach gedeckten Dächer.
Auf der Oberkante der Fassade kann man sich eine frühere Variante des Abschlusses mit einem dreieckigen gemauerten Giebel vorstellen.
Das fünffach abgestufte Archivoltenportal aus verschiedenen glatten Profilen und Rückversätzen und mit leicht angespitzten Bögen verzichtet bis auf einfache Strukturen der kleinen Kapitelle auf figurale Plastik. Dort wo sonst das Portal flankierende Scheinportale das Erdgeschoss bereichern, findet man nur ungegliederte Wandflächen und die nachträglich angebrachten Pfeilervorlagen.

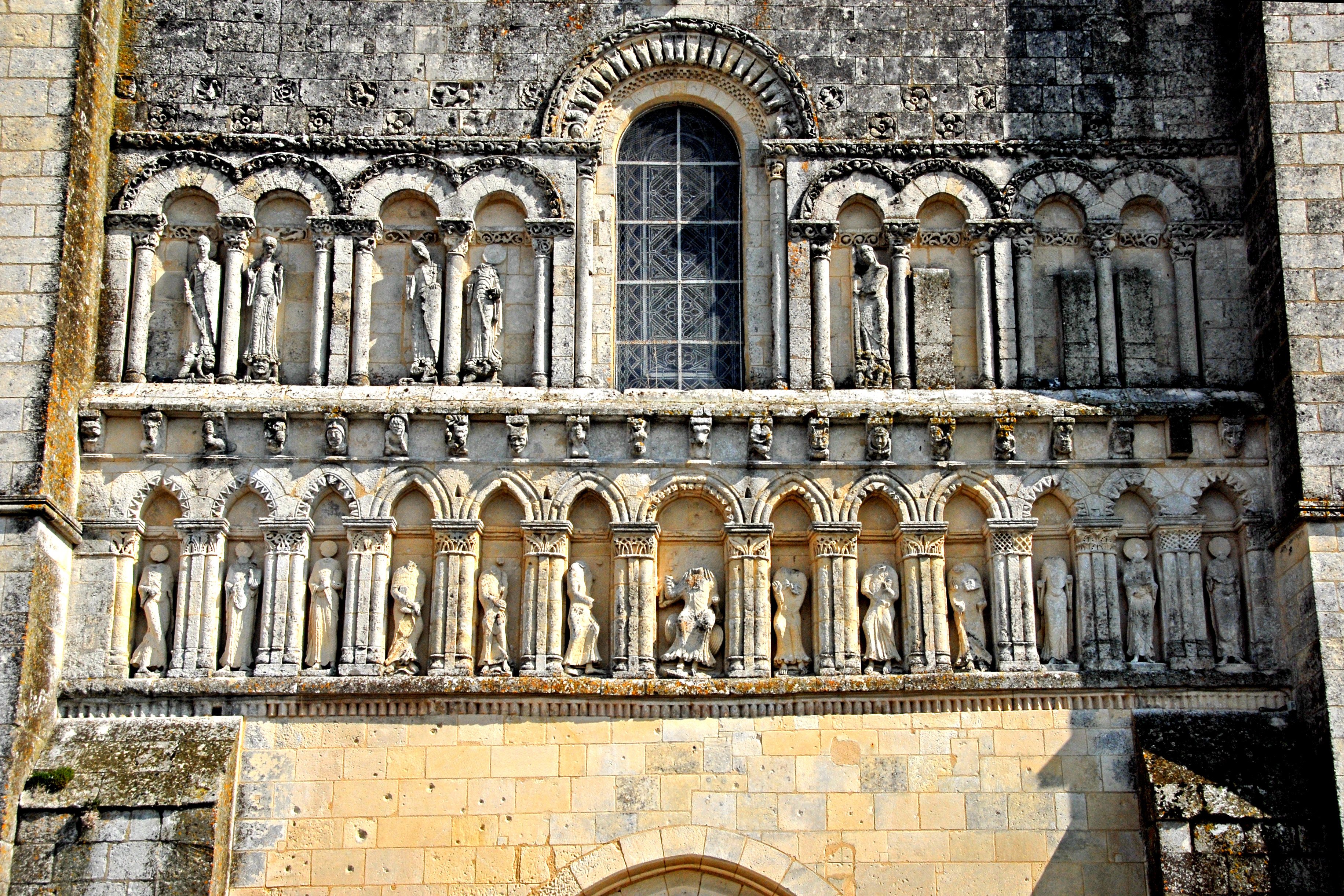
Arkaturen

### Skulpturen
Erst in der Mittelzone der Fassadenhöhe beginnt die Ausdehnung des Skulpturenprogramms, verteilt auf zwei übereinander angeordnete, fast gleich hohe Streifen von unterschiedlich gegliederten Blendarkturen.
Die untere sitzt auf einem kantigen Kraggesims, das von einem geometrisch skulptierten Stabprofil unterstützt wird. Die untere Arkadenzone läuft fast über die ganze Fassadenbreite zwischen den Eckpfeilern hindurch. Von den dreizehn Bogennischen sind zwölf mit Spitzbögen überwölbt, die mittlere Nische hat eine größere Breite und einen Rundbogen. Die Bogenkanten sind in mehrfache Profile aufgelöst, die im Wechsel auch mit zackenförmigen Ornamenten geschmückt sind. Die mit pflanzlichen Geflechten und Blättern gestalteten Kapitelle tragen oben kräftige Kämpferplatten, deren Sichtkanten profiliert sind. Die Kapitelle ruhen auf Pfeilerbündeln aus jeweils zwei äußeren glatten Rundsäulen und dazwischen einem rechtwinkligen Begleiter. Die Säulenbündel haben profilierte Basen.
Die beiden Arkadenzonen sind durch einen Konsolenfries getrennt, der auf zwanzig mit hohem Aufwand figürlich gestalteten Kragsteinen aufliegt. Das wuchtig wirkende Kraggesims reicht über die ganze Fassadenbreite und stößt gegen die dicken Wandpfeiler der Fassadenecken.
Die nächste Arkadenreihe wird von einem zentralen Rundbogenfenster unterbrochen. Darüber befindet sich die zweite und obere Reihe der Blendarkaden. In der Mitte dominiert ein großes Fenster, fast so breit wie das Hauptportal darunter, dessen Rundbogen die Blendarkadenreihe gänzlich überragt.

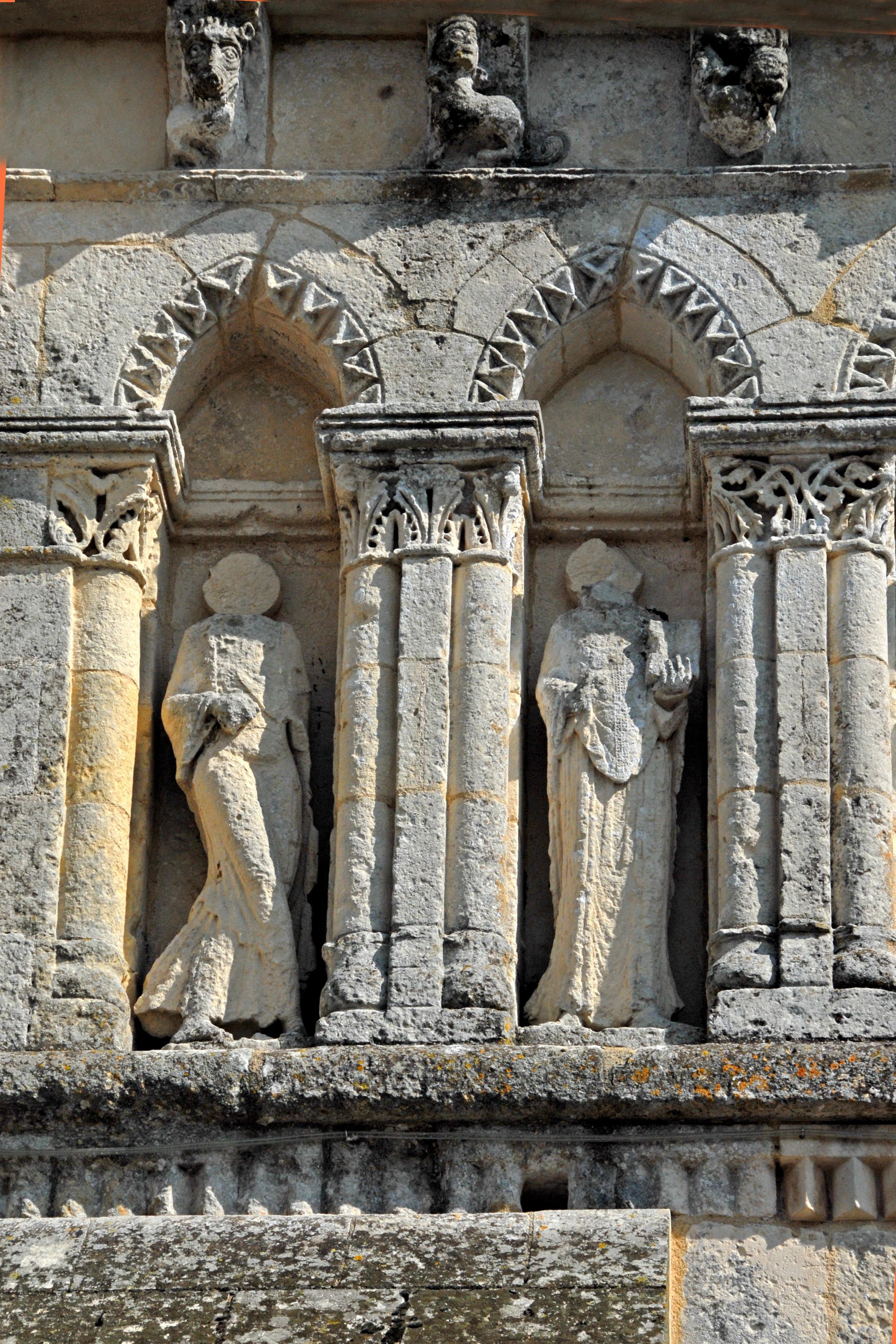
Apostel

Ein Unikat stellt die Gestaltung des dreifach gestuften Archivoltenbogens des Fensters dar. Der innere Bogen besteht aus einem glatten, nicht strukturierten Mauerwerksstreifen, der ohne Unterbrechung in das senkrechte Gewände des Fensters übergeht. Vor dem Gewände stehen im Winkel des Rücksprungs auf jeder Seite schlanke glatte Rundstützen mit pflanzlich skulptierten Kämpfern und profilierten Basen. Der Bogen wird außenseitig begleitet von einem schachbrettartig gegliederten Band, das von einem breiten auskragenden Bogen aus originell skulptierten Keilsteinen umschlossen wird. Neunzehn von dreiundzwanzig Keilsteinen bilden radial angeordnete ‚Pferdeköpfe‘, deren äußere Konturen ihres ‚Gesichts‘ genau den konisch zulaufenden Keilsteinen entsprechen. Die Anatomie der Pferdeköpfe ist sehr natürlich und trägt keineswegs satirische Züge, wie etwa bei den Eselköpfen von Aulnay. Um die aufgerichteten Ohren der Pferde herum verläuft ein deutlich schmäleres, aber weiter auskragendes Band mit zwölf hintereinander tangential aufgereihten nackten Körpern, tiefgründig plastisch ausgearbeitet.

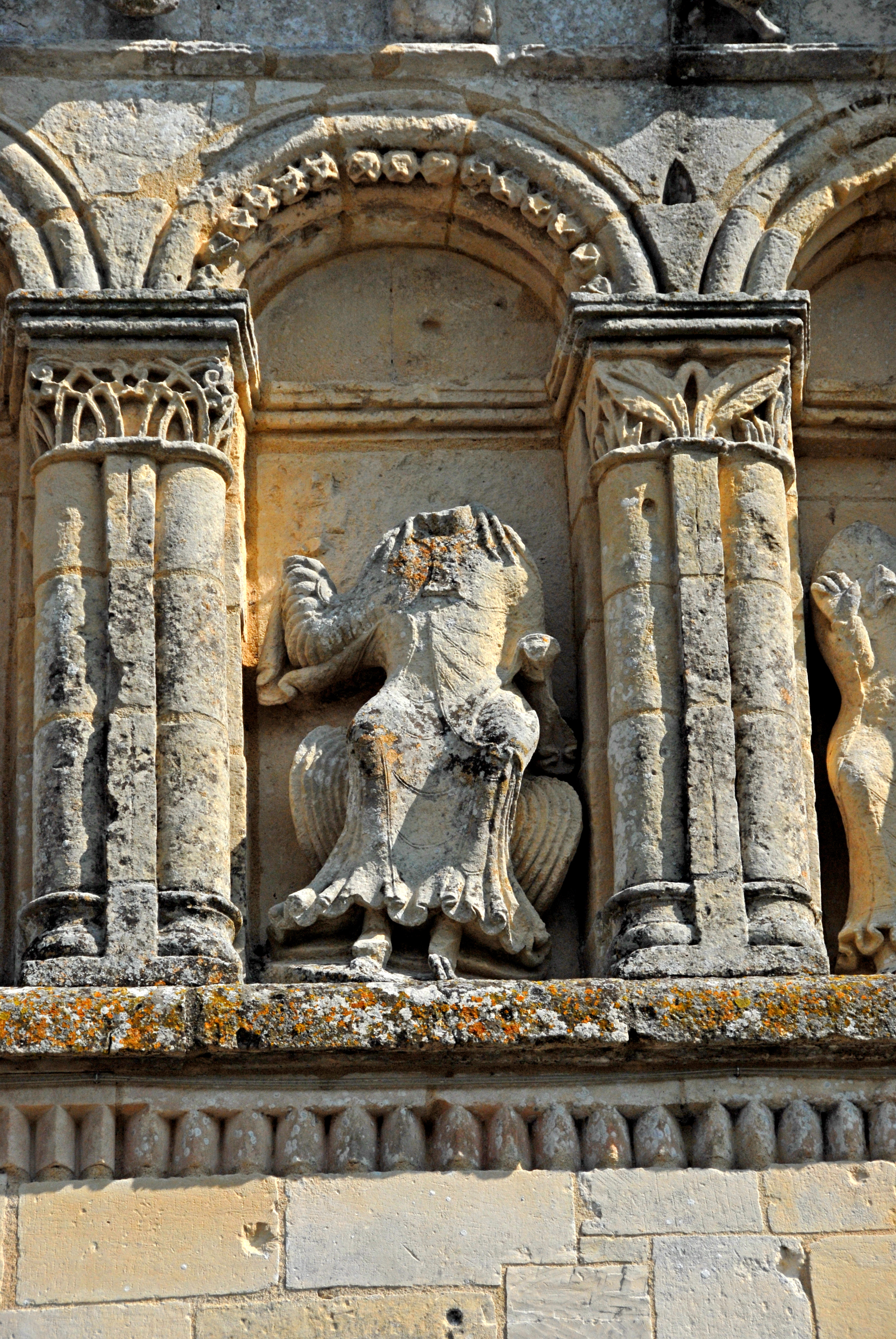
Muttergottes

Auf beiden Seiten des Fensters sind jeweils zwei Blendarkadenpaare angeordnet, deren Nischen fast doppelt so breit sind wie die der unteren Reihe und die außen mit etwas Abstand gegen die dicken Wandpfeiler stoßen. Alle Arkaden sind von Rundbögen überspannt, deren innere Archivolten aus glatten Keilsteinen bestehen und die von einem auskragenden, pflanzlich skulptierten Band umschlossen werden. Die Bögen werden von figürlich gestalteten Kapitellen getragen, auf denen ein ungewöhnlich breites, pflanzlich skulptiertes Kämpferband über alle Arkadennischen hinweg verläuft. Die tragenden Säulen sind glatt und rund und zwischen den Arkadenpaaren und an ihren Außenseiten durch rechtwinklige Begleiter verbunden. Auf den Arkadenbögen liegt waagerecht ein auskragendes pflanzlich skulptiertes Gesimsband, das auf den Kapitellen des Fensters beginnt und bis gegen die äußeren Wandpfeiler geführt ist. Alle plastisch gestalteten Elemente sind sehr tiefgründig skulptiert.
Auf den ersten beiden Schichten des Mauerwerks oberhalb der Arkadenbänder sind die einzelnen Steine im Wechsel mit figuralen und pflanzlichen Reliefs gestaltet.
In der oberen, überwiegend glatten, unstrukturierten Zone der Fassade öffnet sich außen je eine Schießscharte. In den zur Fassade weisenden Seitenflächen der Eckpfeiler gibt es ganz oben je eine etwas größere rechteckige Aussparung. Beide Öffnungsarten deuten auf die Ausstattung der Kirche mit Verteidigungselementen hin.

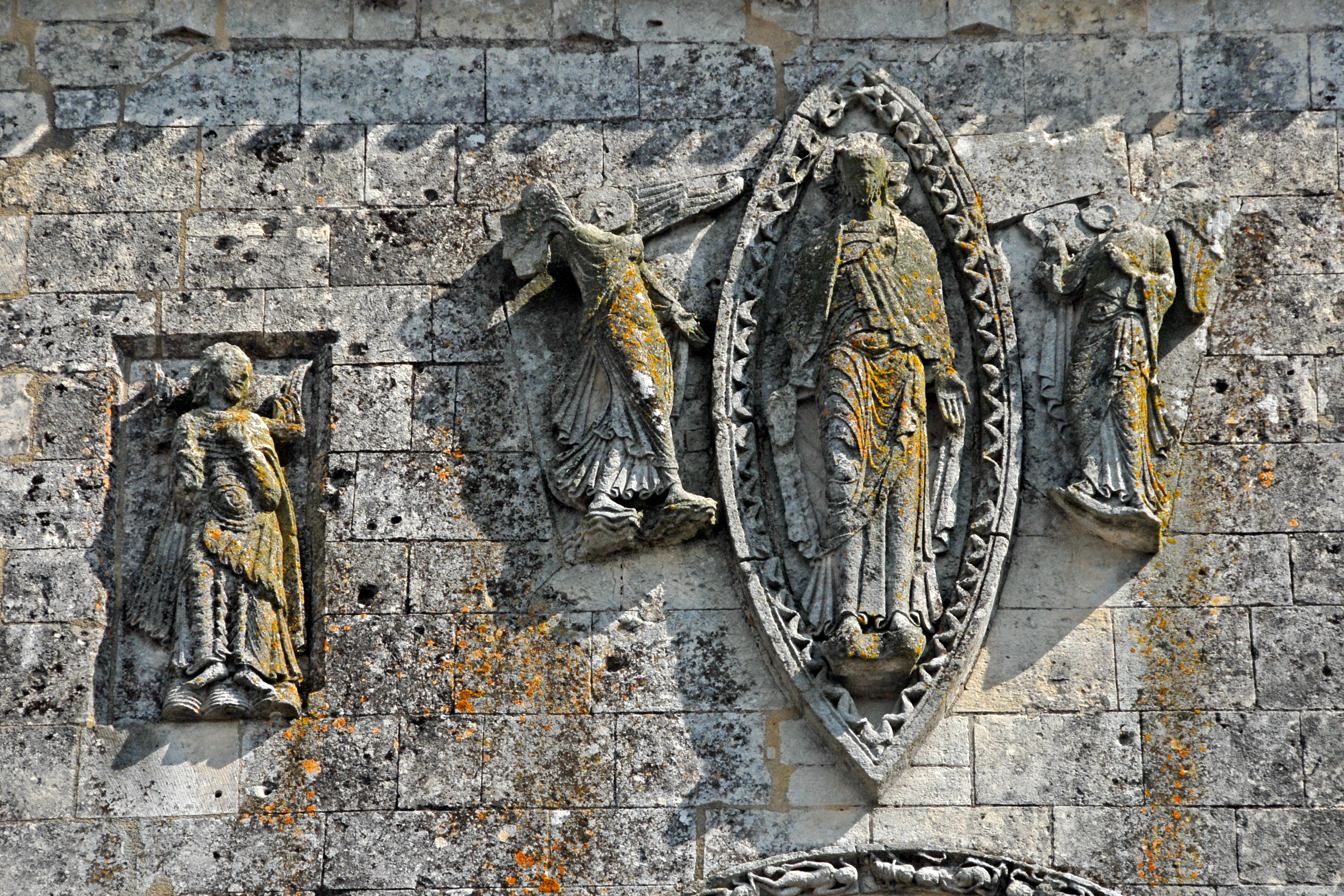
Relief, Himmelfahrtszene

Knapp über dem Bogen des großen Fensters ist in der Maueroberfläche ein etwas asymmetrisches Relief angebracht. Mittig ist ein aufrecht stehender Christus in der Mandorla dargestellt, die fast bis zum oberen Kraggesims reicht. Seine Arme weisen nach unten mit dem Betrachter zugewandten Handinnenflächen. Sein Kopf ist hinterlegt mit einem Kreuznimbus. Die flankierenden Engel sind stark beschädigt und kopflos. Man erkennt aber ihre ausgebreiteten Flügel und ihre die Mandorla ergreifenden Arme, ein unmissverständlicher Hinweis auf die Darstellung der Himmelfahrtszene. Zur Rechten der Gruppe befindet sich ein weiterer Engel, der vielleicht links noch ein Gegenstück erhalten sollte.

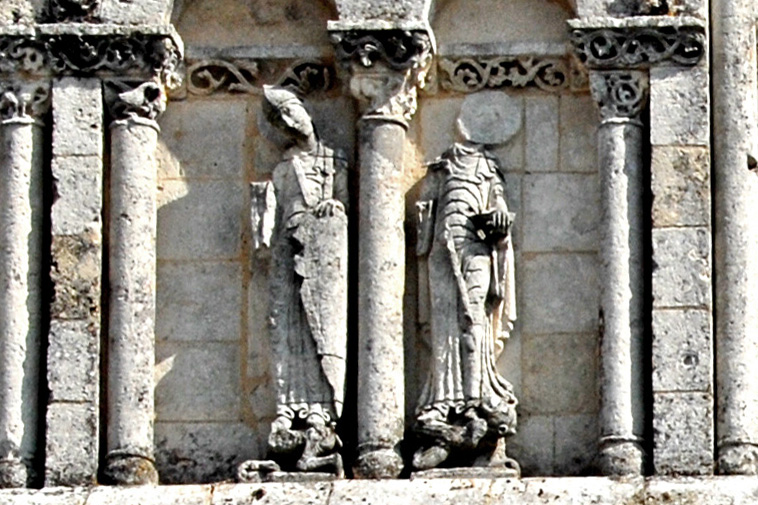
Tugenden und Laster

Zur Darstellung der Himmelfahrt Christi passen die halb lebensgroßen Statuen der zwölf Apostel und die in der Mittleren Nische thronende Madonna in der unteren Blendarkatur, die alle entsprechend neutestamentlicher Berichte bei der Himmelfahrt zugegen und Zeugen waren. Der damals bereits aus dem Leben geschiedene Judas Ischarioth, der Verräter, wurde von den Steinmetzen durch den später gewählten Apostel Mathias ersetzt. Alle Personen dieser Reihe haben keine Köpfe mehr. Bei fünf von ihnen gibt es noch die Reste der Nimben.
Von den acht Nischen der oberen Blendarkaden sind nur fünf mit Skulpturen bestückt. In den drei übrigen stehen rechtwinklig geformte Stelen aus Stein. Die bis auf einen noch mit Köpfen erhaltenen Skulpturen stellen Personifikationen der Tugenden dar, die männlichen mit mittelalterlicher Bewaffnung aus Schild, Schwert oder Lanze. Alle stehen aufrecht mit beiden Füßen auf den von ihnen besiegten Lastern, teilweise als tierische, krötenähnliche Gestalten mit menschlichen Fratzengesichtern oder auch als menschliche, verwundene und verkrüppelte Körper mit entstellten Köpfen dargestellt. Auffallend ist, dass die schlanken Skulpturen und auch die Stelen jeweils nur die rechte oder die linke Hälfte der Arkadennischen einnehmen.

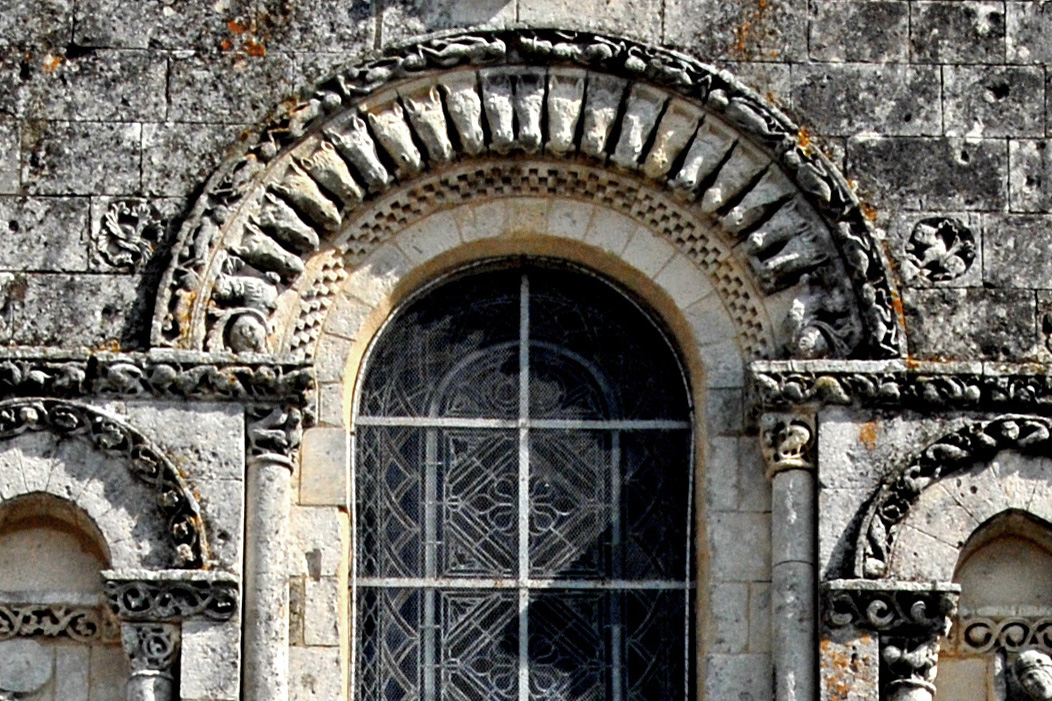
Archivoltenfenster mit Pferdeköpfen

Zur Darstellung der Pferdeköpfe in der Fensterarchivolte gibt es eine Deutung in Bezug auf biblische Texte: Der Prophet Sacharja sah eine Schar Pferde, die die Boten Gottes, also Engel, zur Erde brachten. In der Offenbarung des Johannes reiten ebenfalls Engel auf Pferden. So könnten auf der Fassade von Saint-Pierre-de-Pérignac die Sinnbilder der himmlischen Heerscharen gemeint sein.
Die zwanzig Kragsteine unter dem mittleren Gesims weisen alle unterschiedliche Skulpturen auf, wie Tierköpfe, Tierkörper mit Menschenköpfen, ein Menschenpaar sich in den Armen liegend, Menschenköpfe mit verschiedenen Bedeckungen, Menschenkörper mit einem Tier ringend, menschliche Oberkörper, Monsterköpfe usw.
Die Galerie (unten) zeigt eine Auswahl von acht Kragsteinskulpturen (Beschreibung von links nach rechts).
- Tierkopf mit Katzenohren, vielleicht ein Löwenkopf
- Mensch mit Gegenstand in seinen Händen, Geldsack oder Saiteninstrument
- Tierkopf mit Vorderbeinen, vielleicht ein Hund
- Liebespaar in Umarmung
- Menschenkopf mit Kapuze
- Oberkörper eines Denkers, stützt seinen Kopf
- Bärtiger Mensch, hockt auf seinen Knien

### Kragsteinskulpturen

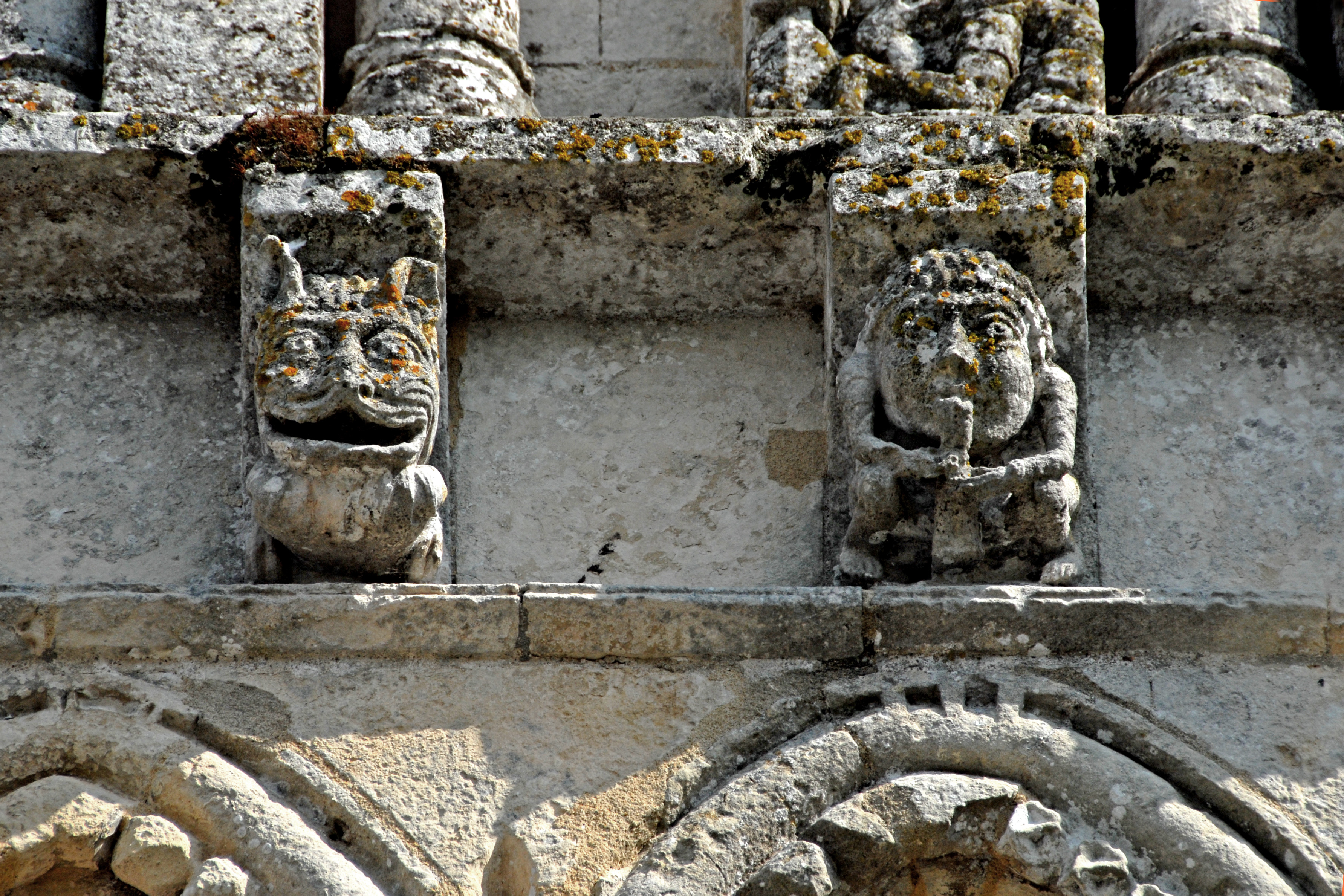
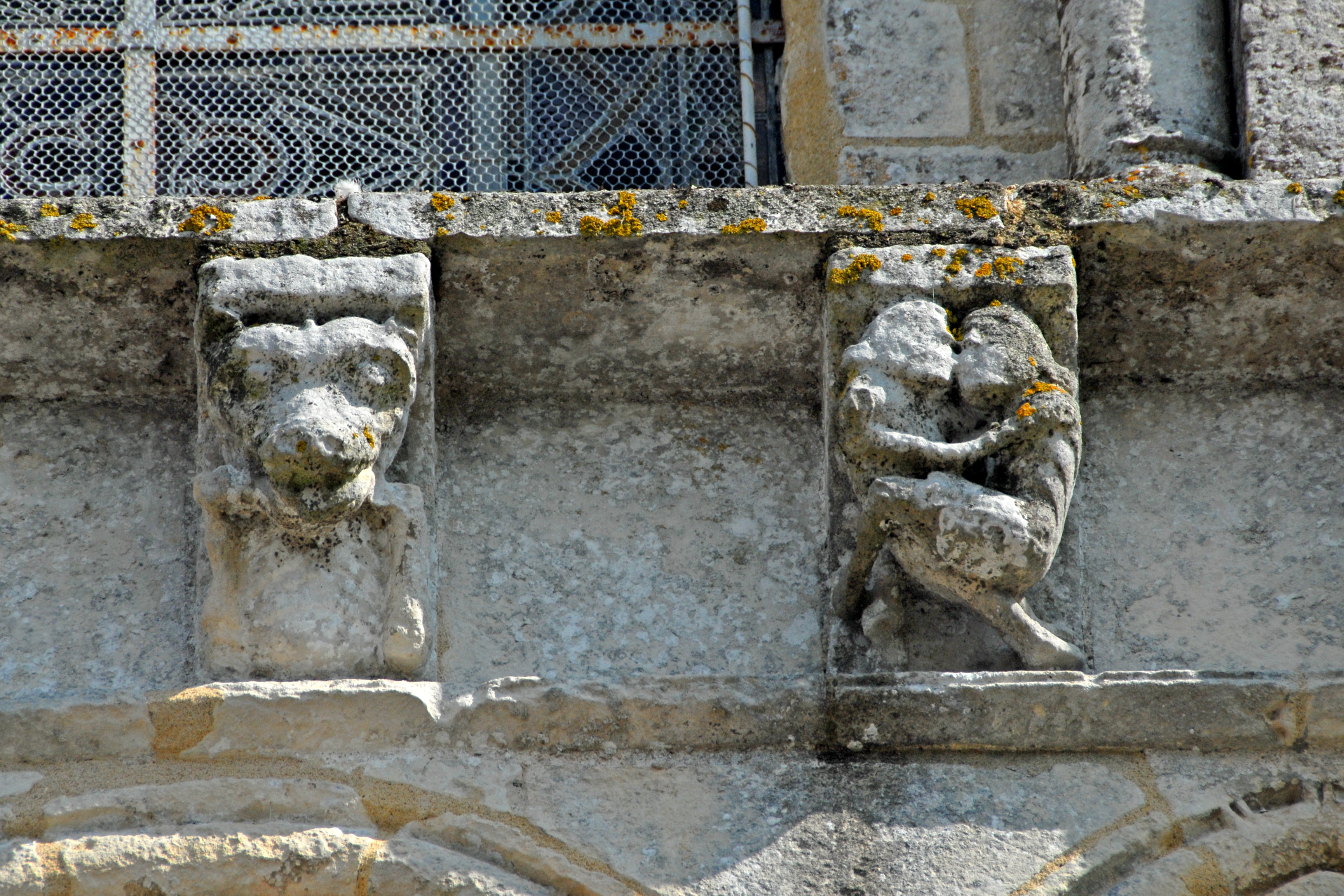
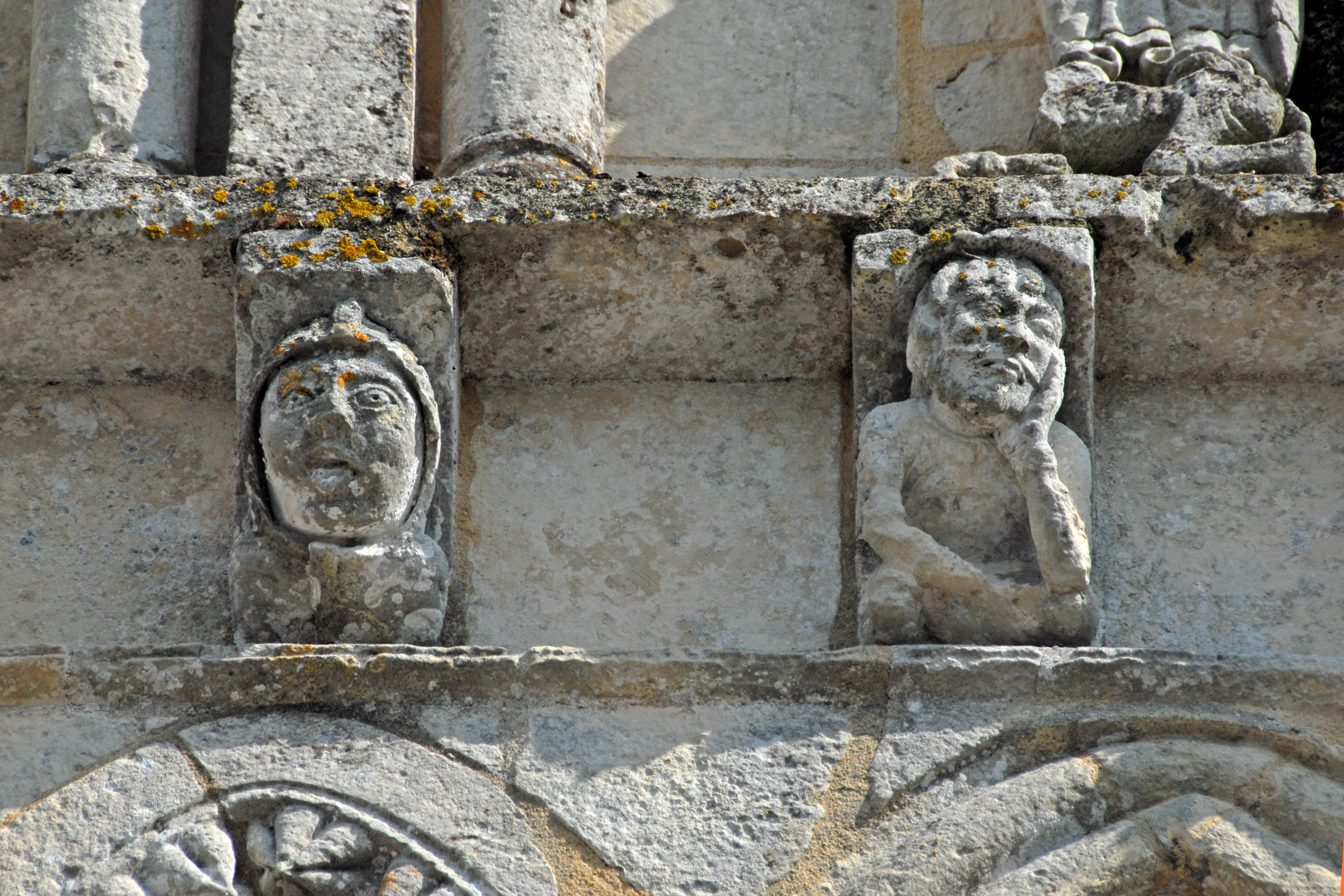
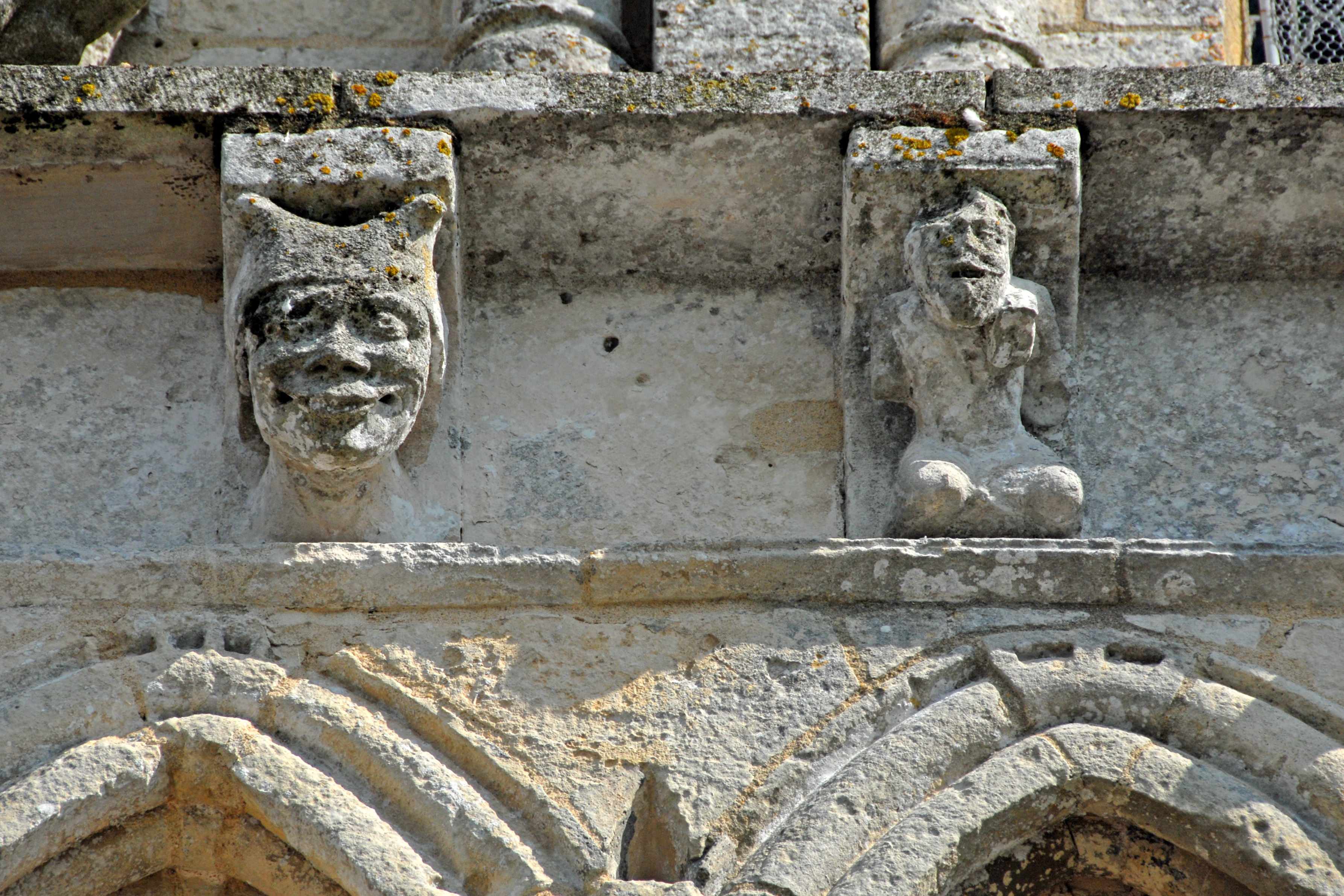

### Innenraum

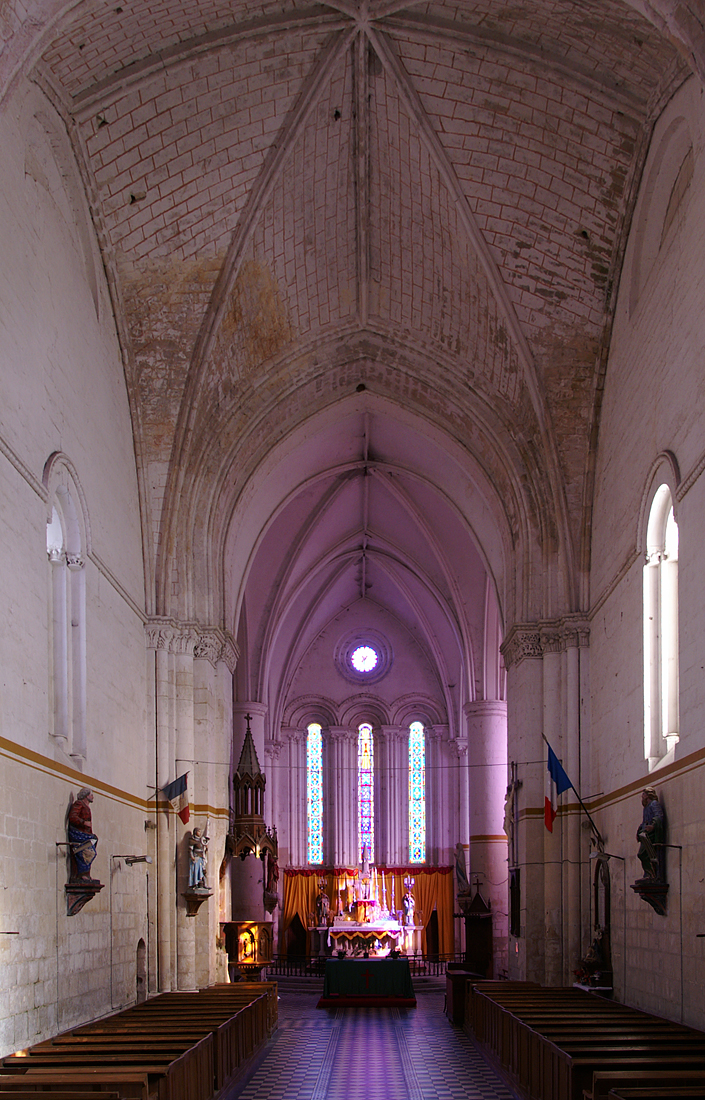
Schiff, zum Chor
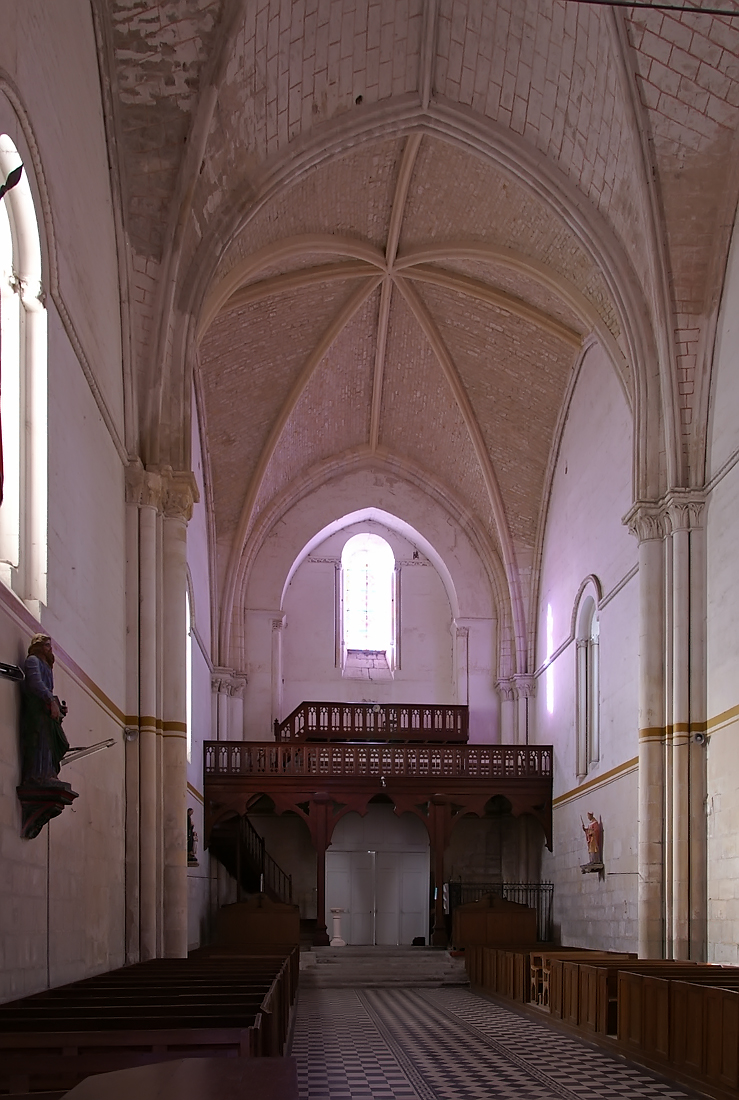
Schiff, zur Fassadenwand
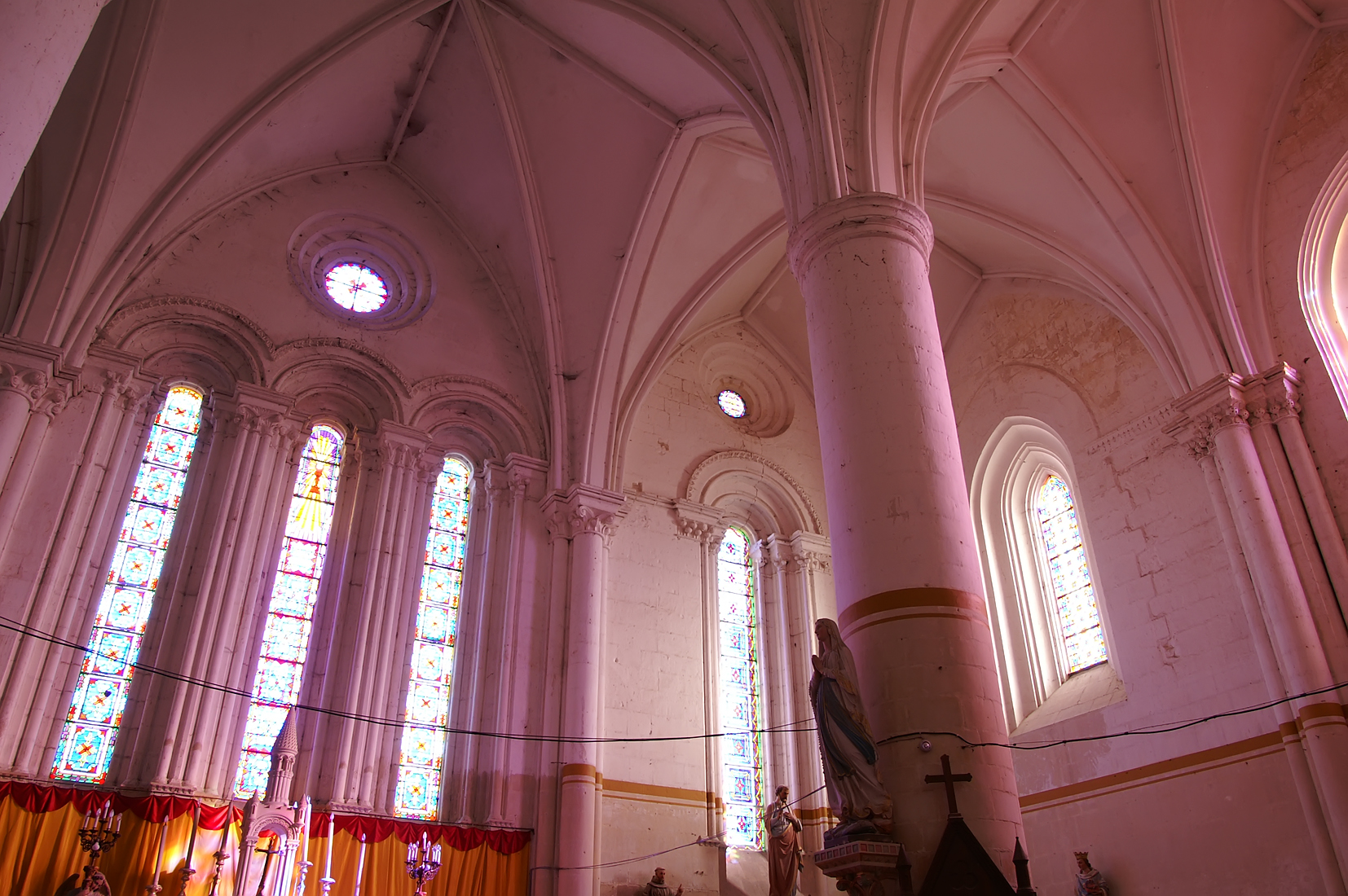
Chor u. sügl. Seitenschiff
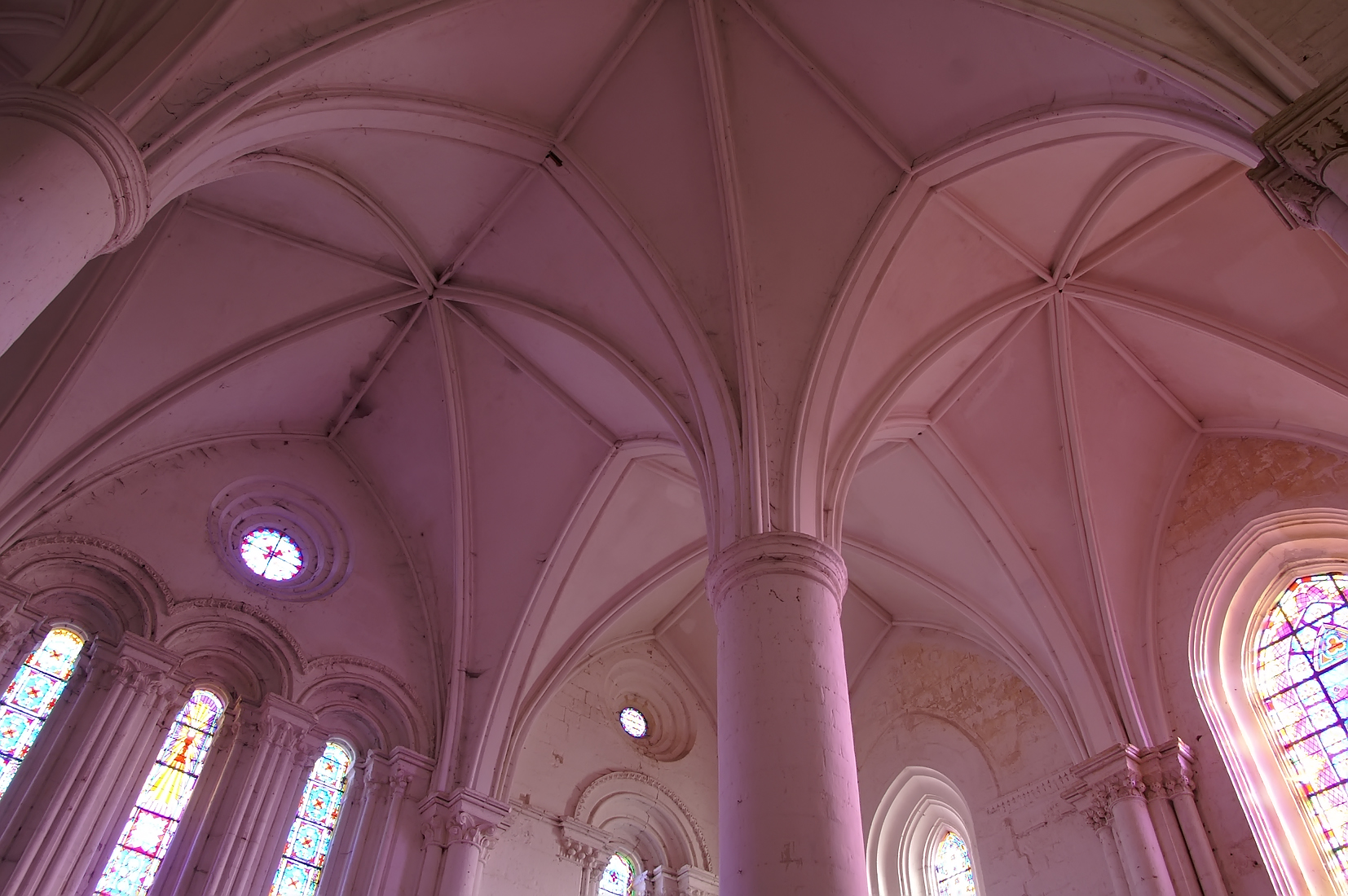
Gewölbe, Chor u. südl. Seitenschiff
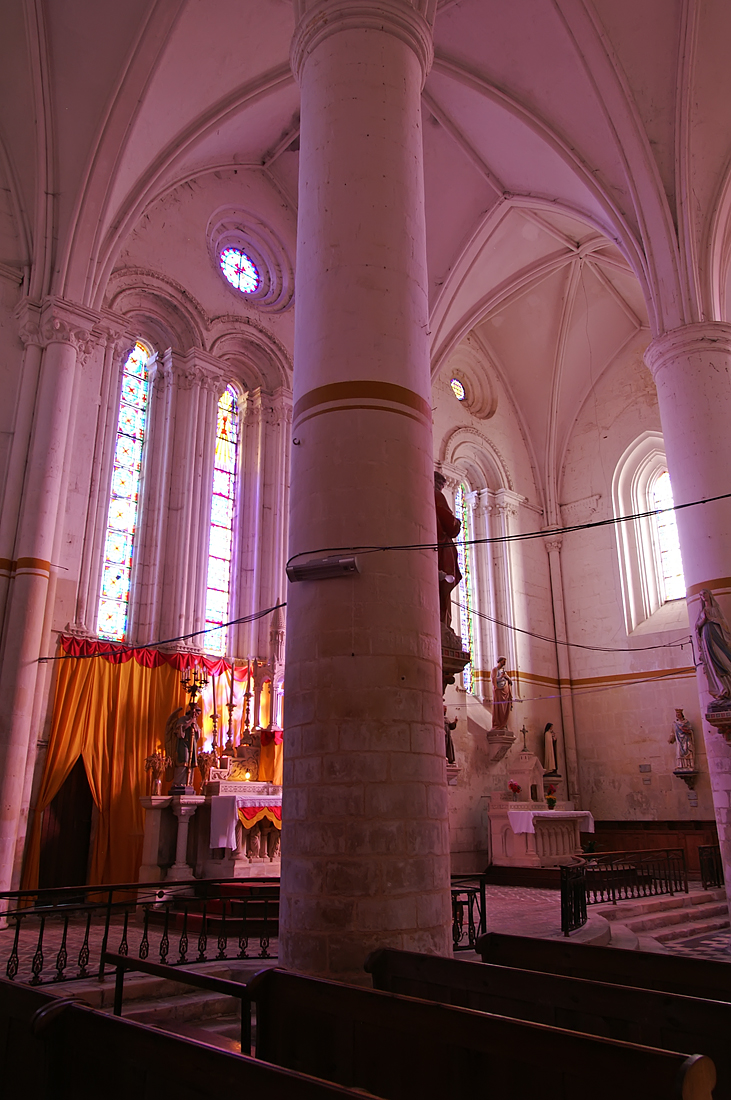
Chor u. südl. Seitenschiff
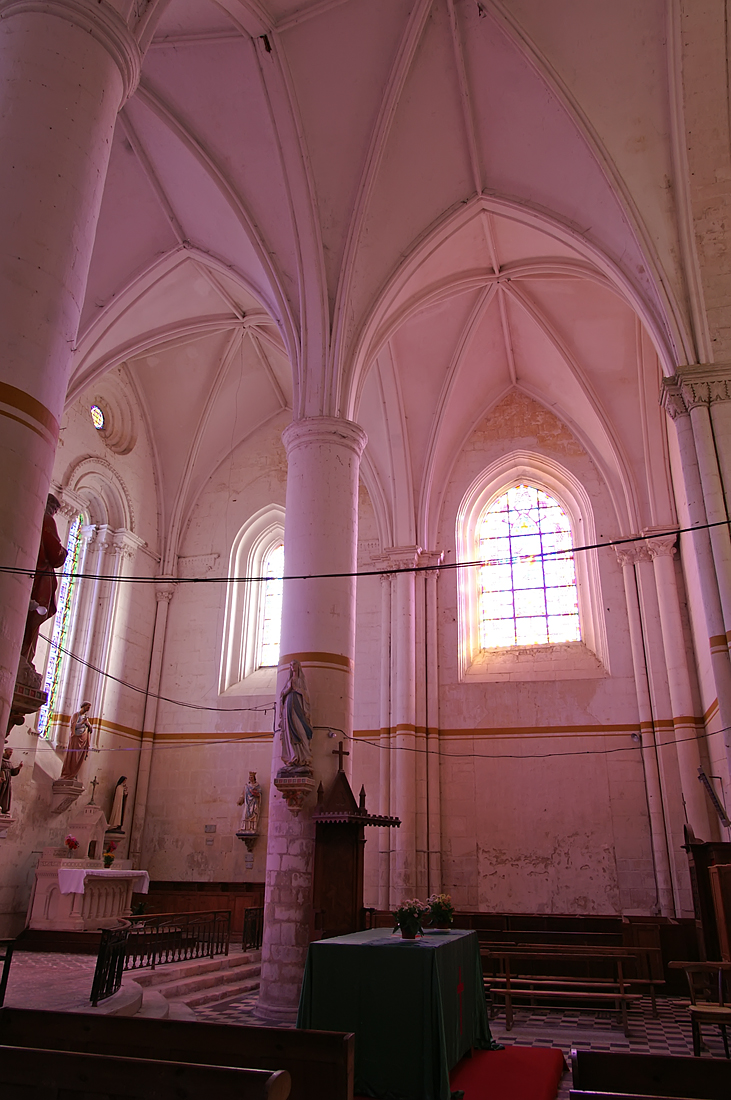
Chor u. südl. Seitenschiff